# Це було в Міжгір'ї
«Це було в Міжгір'ї» — радянський художній фільм 1975 року, знятий режисером Мунідом Закіровим на Кіностудії ім. О. Довженка.

## Сюжет
За мотивами книги Івана Ле «Роман Міжгір'я». Про перших цілинників та підкорювачів Голодного степу, будівельників іригаційної системи в Середній Азії. 1920-ті роки.

## У ролях
- Баба Аннанов — Саїд Алі Мухтаров
- Віктор Мірошниченко — Семен Лодиженко
- Раззак Хамраєв — роль другого плану
- Микола Крюков — Синявін
- Болот Бейшеналієв — Карімбаєв
- Лариса Єрьоміна — Валентина
- Закір Мухамеджанов — роль другого плану
- Лев Перфілов — Мацієвський
- Яхйо Файзуллаєв — Алімбаєв
- Аббас Бакіров — мулла Гасан
- Туган Режаметов — роль другого плану
- Абдусалом Рахімов — роль другого плану
- Сергій Іванов — Петро
- Дмитро Миргородський — роль другого плану
- Володимир Мар'янов — штабс-капітан Баєв

## Знімальна група
- Режисер — Мунід Закіров
- Сценарист — Євген Хринюк
- Оператор — Валерий Башкатов
- Композитор — Валентин Сильвестров
- Художник — Петр Максименко